# Фрумоаса (Харгіта)
Фрумоаса (рум. Frumoasa) — село у повіті Харгіта в Румунії. Адміністративний центр комуни Фрумоаса.
Село розташоване на відстані 224 км на північ від Бухареста, 10 км на північ від М'єркуря-Чука, 90 км на північ від Брашова.

## Населення
За даними перепису населення 2002 року у селі проживали 1769 осіб.
Національний склад населення села:
| Національність | Кількість осіб | Відсоток |
| -------------- | -------------- | -------- |
| угорці         | 1720           | 97,2%    |
| румуни         | 25             | 1,4%     |
| цигани         | 22             | 1,2%     |

Рідною мовою назвали:
| Мова      | Кількість осіб | Відсоток |
| --------- | -------------- | -------- |
| угорська  | 1739           | 98,3%    |
| румунська | 25             | 1,4%     |